# Parc provincial d'Epper Passage
Le parc provincial d'Epper Passage est un parc provincial en Colombie-Britannique, au Canada, situé sur la côté nord de l'île Vargas dans la région de la baie Clayoquot de la côte ouest de l'île de Vancouver.
Sur l'île Vargas, on trouve aussi le parc provincial de Vargas Island. Les autres parcs provinciaux aux alentours sont le parc provincial marin de Flores Island, le parc provincial marin de Gibson, le parc provincial marin de Maquinna, le parc provincial de Sydney Inlet, le parc provincial de Dawley Passage et le parc provincial de Hesquiat Peninsula. Le parc a été créé dans le cadre de la Clayoquot Land Use Decision le 13 juillet 1995 et fait une superficie de 306 ha.

## Annexe
- (en) Forest Service British Colombia, Clayoquot Sound Land Use Decision : Background Report, avril 1993, 15 p. (lire en ligne [PDF]).